# Leopoldo de Alpandeire

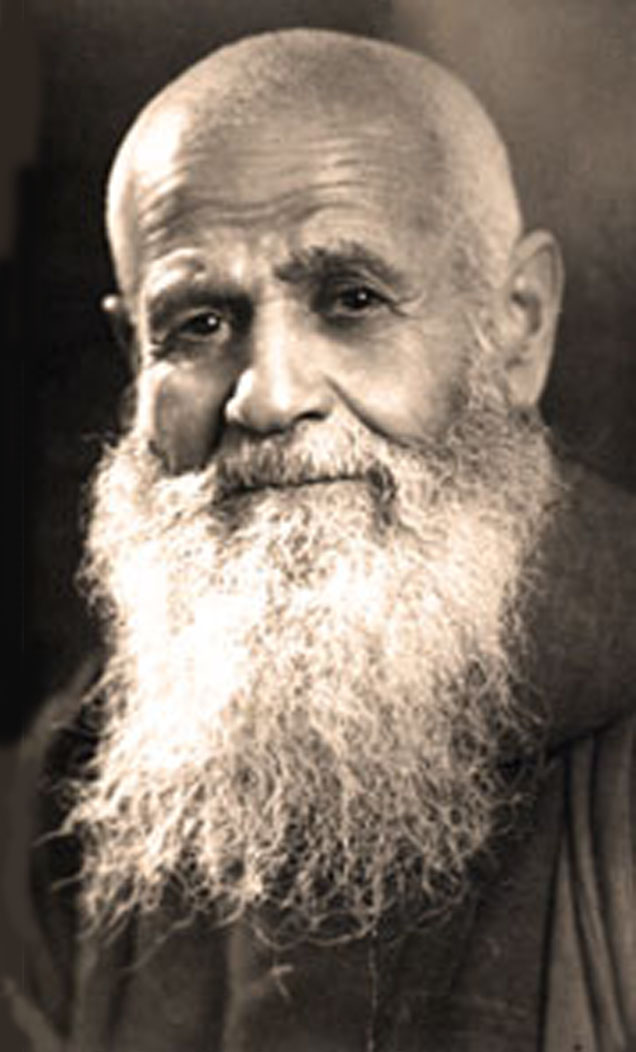
sel. Br. Leopoldo de Alpandeire OFMCap

Leopoldo de Alpandeire OFMCap (* 24. Juni 1864 in Alpandeire in der Provinz Málaga; † 9. Februar 1956 in Granada), im spanischen Raum oft auch nur Fray Leopoldo genannt, war ein spanischer Kapuziner, der hauptsächlich in Granada wirkte und dort weiterhin eine verehrte Figur ist. Aufgrund seines einfachen Lebens und seiner Hilfe für die Schwachen und Armen bekannt, wurde er 2010 seliggesprochen. 

## Biographie

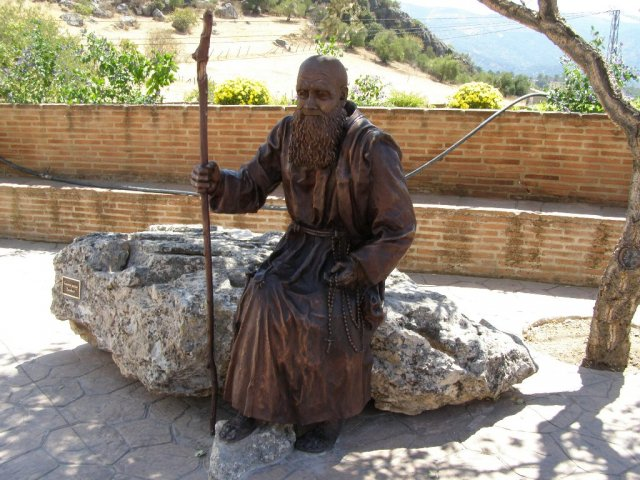
Statue Bruder Leopoldos

Bruder Leopoldo wurde am 24. Juni 1864 unter dem Namen Francisco Tomás de San Juan Bautista Márquez y Sánchez in Alpandeire, einem kleinen Dorf in der Provinz Málaga, als ältestes von vier Kindern einer Bauernfamilie geboren und am 29. Juni 1864 getauft.  1894, im Alter von 35 Jahren, beschloss er, nachdem ihn die Predigt zweier Kapuziner in der Stadt Ronda aus Anlass der Seligsprechung Diego Josés de Cádiz tief beeindruckt hatte, sein Leben der Religion zu widmen. Er wandte sich an die Kapuziner von Ronda und wurde 1899 als Postulant in das Kapuzinerkloster von Sevilla aufgenommen. 1900 wurde er zum Novizen und nahm den Ordensnamen Leopold an. Er wirkte in den folgenden Jahren in Antequera, Granada und Sevilla und wurde am 21. Februar 1914 permanent dem Kloster in Granada zugewiesen, wo er die nächsten 42 Jahre verbrachte.
Leopold arbeitete zumeist als Quaestor seines Konvents; er ging also durch die Stadt und bat die Gläubigen um Spenden. Er wurde zu einer stadtbekannten Figur, genannt „der Bettler der drei Ave Marias“, da er dieses Gebet für jene sprach, die um seinen Segen baten.

## Verehrung
Br. Leopold starb in Granada am 9. Februar 1956; seine Reliquien ruhen in einer ihm geweihten Krypta in der Kapuzinerkirche von Granada an den Jardines del Triunfo. Im März 2008 wurde Br. Leopoldo zum Ehrwürdiger Diener Gottes erhoben. Am 12. September 2010 sprach ihn Angelo Kardinal Armato im Auftrag Papst Benedikts XVI. in Armilla selig; der Feier wohnten mehr als 60.000 Gläubige bei.
Die Krypta des Fray Leopoldo ist mit etwa 60.000 Besuchern pro Monat nach dem Komplex der Alhambra das am häufigsten besuchte Monument der Stadt Granada; allerdings sind in diesem Fall der größere Teil der Besucher Bewohner der Region. Außer den Reliquien findet sich dort seit 1998 ein Bilderzyklus von Hugolino de Belluno zum Leben Bruder Leopoldos. Neben der Krypta gibt auch ein kleines Museum, das dem Leben Bruder Leopoldos gewidmet ist und eine Nachbildung seiner Zelle in Granada, die weitere Berührungsreliquien enthält.